# Svend Møller
Svend Møller, född 8 februari 1890 i Herstedøsters församling, död 17 maj 1981, var en dansk arkitekt.
Møller, som var son till överlärare Josef Møller och Metea Zakarias-Nielsen, var snickarlärling, gick i teknisk skola och studerade vid Det Kongelige Danske Kunstakademi. Han arbetade under flera år hos professor Anton Rosen, företog studieresor till Tyskland och Italien 1913, Frankrike 1924. Han bedrev arkitektverksamhet 1912–1932, tillsammans med Georg Ponsaing 1919–1929, var byggnadsinspektör i Köpenhamn 1926, vice stadsbyggmästare 1932, stadsbyggmästare 1938–1960 och inrikesministeriets konsulent i byggnadsfrågor 1934–1964.
Møller var medlem av Akademisk Arkitektforenings styrelse 1923–1925 och 1942–1944, medarbetare för byggnadskonst på Dagbladet i Köpenhamn 1923–1929, sekreterare i Dansk Husflidsselskab och redaktör för Dansk Husflidstidende från 1926 och medlem av styrelsen för Landsforeningen Bedre Byggeskik 1928–1932. Han var ordförande för Kunstakademiets arkitektjury 1934–1940 och för Kunstnersamfundets arkitektsektion 1938–1943, medlem av styrelsen för Foreningen til Opførelsen af billige Arbejderboliger från 1939, för Landsforeningen Dansk Kunsthåndværk og Kunstindustri 1942–1948, för Selskabet til Håndarbejdets Fremme 1943–1968, för Samfundet og Hjemmet for Vanføre 1946–1957 och för statens byggeforskningsinstitut från 1947 (ordförande 1960–1963) samt av Fonden til Fædrelandets Vel affärskommitté 1955–1962.
Møller var medlem av Köpenhamns byggnadskommission 1938–1960 och bostadskommission 1939–1960, medlem av akademirådet 1940–1959, direktör för Kunstakademiet 1955, akademirådets president 1956–1959, medlem av Dansk Brandværnskomité 1946–1968 samt ordförande för Dansk Husflidsselskab 1931–1958, för kommittén för Nordisk Byggedag 1938–1956 och för byggtekniska nämnden 1959–1961. Han var medlem av styrelsen för Samvirkende Boligselskaber A/S från 1960 och ordförande för fröken Marie Hansens och friherre, arkitekt Theophilos Hansens reselegat 1938–1969.
Møller ritade bostadshus för Tårnby kommun, skolor för Jersie-Skensved, Tårnby, Rødovre och Værløse kommuner, vattenverk för Rødovre kommun, ålderdomshem för Søllerød och Tårnby kommuner, prästgård i Rødovre, flera lantställen och villor samt biografteatern Roxy på Godthåbsvej. Han tilldelades Frederiksberg kommuns pris 1925 för villan C.F. Richs Vej 16.